# 11212 Tebbutt
11212 Tebbutt (1999 HS) là một tiểu hành tinh vành đai chính được phát hiện ngày 18 tháng 4 năm 1999 bởi F. B. Zoltowski ở Woomera.